# Copie conforme (film, 2010)
Pour les articles homonymes, voir Copie conforme.
Pour plus de détails, voir Fiche technique et Distribution.
Copie conforme (رونوشت برابر اصل, Roonevesht barabare asl) est un film dramatique franco-belgo-italo-iranien, réalisé et écrit par Abbas Kiarostami et sorti en 2010.
Il a été en compétition au Festival de Cannes 2010 et a valu à Juliette Binoche le prix d'interprétation féminine.

## Synopsis
Abordé de manière chronologique, le film laisse supposer la rencontre d’une antiquaire d’origine française (Binoche) établie à Arezzo en Italie et de James Miller, un critique d’art britannique (Shimell) venu en Toscane pour promouvoir la sortie de son dernier livre traduit en italien. Au rebours, la trame narrative permet aussi bien de penser que l'auteur d'un ouvrage sur la notion de copie en art passe une journée à Lucignano avec son épouse, ou qu'il s'ajuste au jeu provocateur d'une femme pleine de désirs. La particularité du film tient donc aux indéterminations narratives et au jeu interprétatif qu'imposent celles-ci.

## Fiche technique
- Titre : Copie conforme
- Titre original : رونوشت برابر اصل (Roonevesht barabare asl)
- Titre anglais : Certified Copy
- Réalisation et scénario : Abbas Kiarostami
- Photo : Luca Bigazzi
- Production : MK2, en association avec les SOFICA Cinémage 4 et Cofinova 6
- Distribution : MK2
- Format : couleur - Son : stéréo
- Pays d'origine :  Iran,  France,  Italie,  Belgique
- Langues : français, italien, anglais
- Genre : drame
- Durée : 106 minutes
- Date de sortie :
  - Iran : 2010
  - France : 19 mai 2010
  - Italie : 21 mai 2010

## Distribution

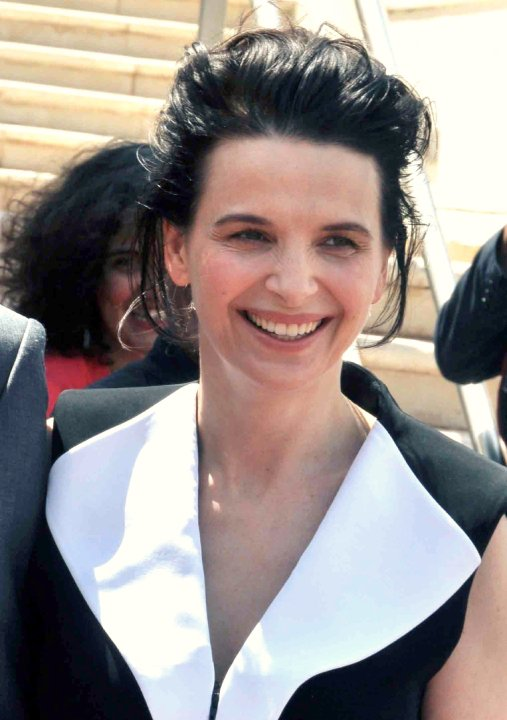
L'actrice principale Juliette Binoche au Festival de Cannes 2010, où elle reçoit le Prix d'interprétation féminine.

- William Shimell : James Miller, l'écrivain anglais
- Juliette Binoche : la galeriste
- Jean-Claude Carrière : l'homme de la place
- Agathe Natanson : la femme de la place
- Gianna Giachetti : la patronne du café
- Adrian Moore : le fils ado de la galeriste
- Angelo Barbagallo : le traducteur
- Andrea Laurenzi : le guide
- Filippo Trojano : le marié

## Tournage
Le tournage débute le 8 juin 2009 à Lucignano en Toscane. Une équipe internationale veille à la bonne marche du plateau. La bonne conduite des dialogues trilingues du film (français, anglais, italien) est confiée à l'assistante du réalisateur, la Franco-Iranienne Massoumeh Lahidji, « qui a par ailleurs pour tâche d'expliquer à qui de droit des décisions de mise en scène de Kiarostami, dont la signification reste généralement impénétrable. » Fidèle à sa méthode (Kiarostami avait l'habitude en Iran de tourner sans scénario préalable), le réalisateur exige des changements de dernière minute concernant des répliques, les décors ou certains cadrages. Lahidji explique : « Il a horreur de tout ce qui peut être prédéterminé. Il ne répond donc jamais aux questions fermées. On ne sait jamais ce qui nous attend dans la minute qui suit, et encore moins pour le lendemain. D'une manière générale, il justifie ses décisions par le sentiment de la justesse, connu de lui seul. »

## Réception critique
Lors de sa présentation au Festival de Cannes 2010, le film est jugé par de nombreux critiques comme un prétendant sérieux à la Palme d'or. Selon Hudson Moura, le travail du réalisateur iranien Abbas Kiarostami est remarquable pour sa première expérience européenne tournée dans une autre langue que le persan : « On peut dire que Kiarostami a réussi à réaliser un film européen sans perdre ou compromettre son style, celui qui a aidé à consacrer le cinéma iranien sur la scène internationale. »

## Distinctions
- 2010 : Prix d'interprétation féminine au Festival de Cannes pour Juliette Binoche[6].
- 2010 : Prix de la jeunesse au Festival de Cannes.
- Festival international du film de Valladolid 2010 : Espiga de Oro